# Coma d'Abellers
La Coma d'Abellersés una coma que es troba dins el terme municipal de la Vall de Boí, a l'Alta Ribagorça, i dins Parc Nacional d'Aigüestortes i Estany de Sant Maurici.
«Segurament deu el seu nom a alguna formació rocosa d'aspecte clivellat o porós que recordi un rusc».
Està situada en el sector nord-oriental de la Vall de Llubriqueto, dins el Circ de Gémena. Orientada de nord a sud, está limitada al nord-oest per la Punta Senyalada (2.952,6 m) i pel Pic d'Abellers (2.983,4 m) al nord-est. Per llevant la tanca el tram meridional del Massís de Besiberri: Besiberri Sud (3.023,4 m), Pic de Comaloforno (3.029,2 m), Punta de Passet (2.997,6 m) i Punta de Lequeutre (2.966,2 m).
Dins la coma es troben encadenats, direcció sud, tres petits llacs: els Estanys Gelats (2.579, 2.522 i 2.504 m). Els estanys estan esglaonats, desaiguant l'últim cap l'Estany Gémena de Dalt al sud.

## Rutes[12]
Vorejant l'Estany Gémena de Baix per qualsevol de les ribes i l'Estany Gémena de Dalt per llevant, per pujar a la Coma d'Abellers on es troben els petits llacs.
El camí que s'endinsa dins la Vall de Llubriqueto té el seu punt de sortida en Toirigo, just passat el pont de l'entrada al parc per Cavallers. La ruta s'enfila cap a l'oest buscant el Barranc de Llubriqueto, just on s'inicia el salt de la Sallent, i on el camí gira cap al Pla de la Cabana al nord-oest. Al nord del pla un sender s'enfila primer cap al nord, per després virar cap a ponent i arribar a l'Estany Gémena de Baix. Després cal vorejar aquest llac per qualsevol de les ribes i l'Estany Gémena de Dalt per llevant, per pujar finalment a la coma, on es troben els Estanys Gelats.